# إيفلين غاريسون
إيفلين غاريسون (بالإنجليزية: Eve Garrison)‏ هي رسامة أمريكية، ولدت في 22 أبريل 1903 في بوسطن في الولايات المتحدة، وتوفيت في 17 أبريل 2003 في شيكاغو في الولايات المتحدة.